# カタリーナ・フォン・クレーフェ
カタリーナ・フォン・クレーフェ（Katharina von Kleve, 1417年5月25日 - 1479年2月10日）は、ゲルデルン公アルノルト・ファン・エフモントの妃。1450年、夫の不在中にゲルデルンの摂政をつとめた。『カタリーナ・フォン・クレーフェの時祷書』は、カタリーナのために作成された。

## 生涯
カタリーナはクレーフェ＝マルク公アドルフ1世とマリー・ド・ブルゴーニュの娘である。ブルゴーニュ公フィリップ3世の姪にあたる。

### 結婚と摂政
カタリーナは1430年に結婚していたにもかかわらず、1431年まで両親と一緒に暮らしていた。カタリーナは夫が不信感を抱いていたブルゴーニュ公フィリップ3世と緊密な関係を持っており、娘マリアをブルゴーニュの宮廷で育てた。夫アルノルトがドリエルを処罰したとき、アルノルトは公国での支持を失ったが、カタリーナは夫と領地との間の仲介者としての役割を果たした。1450年、アルノルトはローマおよびパレスチナへ巡礼に出かけ、その不在の間、カタリーナは摂政を務めた。
カタリーナは息子アドルフがアルノルトから公位を継承した時に支援した。アドルフがブルゴーニュにとって信頼できない人物であることが明らかとなった際には、ブルゴーニュ公シャルルは1470年にアドルフを捕らえさせた。カタリーナは晩年をロビトで過ごし、1479年にそこで亡くなった。

### 時祷書
『カタリーナ・フォン・クレーフェの時祷書』は、1430年1月26日にカタリーナがゲルデルン公アルノルトと結婚した際に、カタリーナのために作成された。この作品には、カタリーナの系譜と、祈りを捧げるカタリーナ自身が描かれている。この時祷書は1856年に表に出るまで400年間行方不明であった。現存するこの種の本の中で、最も豪華な装飾が施された本の1つである。

## 子女
- マリア（1431年頃 - 1463年）[4] - 1449年、スコットランド王ジェームズ2世と結婚
- ウィレム（1434年） - 早世
- マルハレータ（1436年 - 1486年） - 1454年、プファルツ＝ジンメルン公フリードリヒ1世と結婚
- アドルフ（1438年 - 1477年） - ゲルデルン公
- カタリーナ（1439年 - 1496年） - ゲルデルン公領摂政（1477年 - 1481年）